# Kissin' Time
«Kissin' Time» es una canción de la banda estadounidense Kiss, perteneciente a su álbum debut de 1974. La canción originalmente fue interpretada por Bobby Rydell en 1959. Sin embargo, la versión de Kiss, cantada por Gene Simmons, Paul Stanley y Peter Criss, no pudo equiparar el éxito obtenido por la versión de Rydell, llegando solo al puesto Nro. 83 en los charts estadounidenses de pop.

## Álbumes
"Kissin' Time" aparece en los siguientes álbumes de Kiss:
- Kiss - versión de estudio
- The Originals - versión de estudio
- Kiss Chronicles: 3 Classic Albums - versión de estudio

## Lista de canciones del sencillo
- Lado A - "Kissin' Time"
- Lado B - "Nothin' to Lose"

## Personal
- Paul Stanley - voz, guitarra
- Gene Simmons - bajo, voz
- Peter Criss - batería, voz
- Ace Frehley - guitarra líder